# 慕容蘭 (前燕)
慕容 蘭（ぼよう らん、生年不詳 - 356年）は、五胡十六国時代の前燕の人物。

## 生涯
元璽5年（356年）11月、前燕の将として数万の兵を率いて汴城に屯した。慕容蘭は汴城周辺の侵略を行っていた。これを脅威と感じた東晋の徐州刺史荀羨は東阿に進軍、慕容蘭と戦った。慕容蘭は敗れて討死した。